# Дмитренко, Юрий Мелетьевич
Юрий (Георгий) Мелетьевич Дмитре́нко (23 марта 1858 [5 апреля 1858], Одесса, Российская империя — 5 июля 1918, Украинская держава) — русский архитектор и педагог. Автор ряда зданий в Одессе.

## Биография
Юрий Мелетиевич Дмитренко родился в Одессе в семье купца 2-й гильдии Мелетия Григорьевича Дмитренко. Начальное образование получил в гимназии, после которой окончил Рисовальную школу Товарищества изящных искусств. С 1880 года, ещё не окончив обучение, получил должность помощника А. И. Бернардацци. В 1883 году стал преподавать в Одесской рисовальной школе. В 1885 году получил звание классного художника 1-й ступени окончив Петербургскую Академию художеств.
Занимал должности епархиального архитектора, архитектора Института благородных девиц, архитектора при Городском театре (в Одессе), преподаватель архитектуры в Одесском художественном училище.
По описанию современников, Юрий Мелетьевич — среднего роста, светловолосый мужчина, с рыжеватой бородкой, был требовательным и спокойным человеком.
Имел награды: орден Святого Станислава 2-й степени (1900).
Был похоронен на Воскресенском кладбище Одессы.

## Проекты и постройки

### Одесса
- Бактериологическая лаборатория. Улица Пастера, 2 (1894);
- Гостиница «Лондонская». Приморский бульвар, 11 (1899—1900)[5];
- Учётный банк. Пушкинская улица, 12 / Греческая улица, 13 (1904—1906);
- Доходный дом С. Григорьевой. Ланжероновская улица, 15 / Екатерининская улица (совместно с инженером Х. Я. Скведером);
- Андреевское подворье Афонского монастыря. Пантелеймоновская улица, 58;
- Церковь Сергия Радонежского (1886);
- Часовня на Новом кладбище (1887, не сохранилась);
- Церковь св. Дмитрия и главные ворота Нового кладбища на Люстдорфской дороге (1888);
- Ночлежный дом, дешёвая столовая и приют для детей. Улица Новощепной ряд, 23—25 (1888);
- Музыкальный павильон на Приморском бульваре (1888, не сохранился);
- Народное ремесленное училище на Ближних Мельницах. Улица Ш. Руставели, 7 (1889);
- Бесплатная народная читальня и училище в Книжном переулке (1890—1891, ныне библиотека им. И. Франко);
- Трибуны ипподрома (1890);
- Инвалидный дом мещанской управы. Улица Старопортофранковская, 34 / Петропавловская улица (1890);
- Комплекс сооружений психиатрической больницы на Слободке-Романовке (1890—1891);
- Городская аудитория для народных чтений на ул. Старопортофранковской (1893);
- Городской приют для подкидышей. Старопортофранковская улица, 24 (1893);
- Лечебное учреждение приюта для подкидышей. Старопортофранковская улица, 46 (1893);
- Приемная палата им. Н. Зелёной (1894, не сохранилась);
- Церковь Вознесение Господня. Улица Тираспольская (1889—1899, не сохранилась);
- Юбилейная столовая при детском приюте на Старопортофранковской ул. (1894);
- Дневной приют им. Н. Зелёной (1895, не сохранился);
- Корпус Института благородных девиц (ныне одно из зданий ОНМУ, 1896);
- Памятник Екатерине II на Екатерининской площади (1900, не сохранился, восстановлен в 2007 году);
- реконструкция дома Кречмер. Ришельевская улица, 12 (при участии архитекторов А. Б. Минкуса и Ф. А. Троупянского, 1899—1900);
- доходные дома Н. Маврокордато. Греческая улица, 21 и 25 (1900—1905);
- Комплекс зданий народного училища на ул. Старопортофранковской № 2-4;
- Учебное здание. Старопортофранковская улица, 32;
- реконструкция дома А. Анатра. Еврейской улица, 2а (1901—1902, восстановлено в 1949—1950);
- особняки С. Гижицкого и К. Канельского. Улица Белинского, 5 и 13 (1901—1906);
- Церковь св. Николая и Ариадны в районе Отрады (1902) ныне Храм Святого праведного Иоанна Кронштадтского;
- Дом скорой помощи. Валиховский переулок, 10 (1903—1903);
- особняк Е. Запорожченко. Улица Уютной, 7 (1909);
- Павильон на Всероссийской выставке в Одессе (1910, не сохранился);
- Железобетонные купальни на Ланжероне (соавтор инженер С. Чехович, 1910—1912);
- Дача Варфоломея Анатра. Французский бульвар, 28/30 (1911);
- Доходный дом В. Анатра. Успенская улица, 17 (1912);
- Кафе-шантан с галереей гостиницы С. Балашова «Северная». Театральная улица, 12 (1913);
- Амбулатория Бродской на 16-й станции Большого Фонтана (1913);
- Земельный (Крестьянский) банк. Маразлиевская улица, 34 (1908—1914).

Принимал участие в создании памятника Пушкину в Одессе безвозмездно надзирая за его сооружением, кроме того, он, вместе с известным одесским каллиграфом А. Коссодо, выполнил для памятника эскизы надписей.